# Аккуш
Аккуш або Акут (*д/н — після 1193) — половецький хан з лукоморських половців.

## Життєпис
Походив з роду Урусобичів. Син хана Акума, можливо праонук (чи онук) хана Урусоби. На думку М. Баскакова, етимологія цього імені Aq (білий) та quš (орел, птаха), тобто білий орел або білий лебідь. Дослідник не виключав іншого походження імені — від тюркського слова Aqiš — благословення. О. Пріцак вважав більш правильною форму Aq-quš — «білий птах».
Був ворогом руських князівств. У 1190 році разом з половецьким ханом Тоглієм та Кондувдеєм, ханом торків, здійснив похід на Поросся. У 1191 році разом з синами боровся проти вторгнення руських князів.
У 1193 році разом з іншими лукоморськими ханами брав участь у перемовинах з руськими князями на чолі із Рюриком Ростиславичем, що проходили біля Канева.

## Родина
- Акочай
- Акум
- Кобан
- Колдечі